# Franz Xaver Eder
Franz Xaver Eder (ur. 4 listopada 1925 w Pfarrkirchen  – zm. 20 czerwca 2013 w Pasawie) – niemiecki duchowny rzymskokatolicki, w latach 1984-2001 biskup diecezjalny Pasawy.

## Życiorys
Święcenia kapłańskie otrzymał 29 czerwca 1954 w diecezji Pasawy. 6 maja 1977 papież Paweł VI mianował go biskupem pomocniczym tej diecezji, ze stolicą tytularną Villa Regis. Sakry udzielił mu 16 lipca 1977 ówczesny ordynariusz diecezji Antonius Hofmann. 26 stycznia 1984 papież Jan Paweł II mianował go biskupem koadiutorem diecezji, zaś 15 października 1984 nastąpiła jego sukcesja na urząd biskupa diecezjalnego. W listopadzie 2000 osiągnął biskupi wiek emerytalny (75 lat) i złożył rezygnację, która została przyjęta z dniem 8 stycznia 2001. Od tego czasu pozostawał biskupem seniorem diecezji.